# Pakwach
Pakwach est une ville du nord-ouest de l'Ouganda située dans le district de Nebbi.

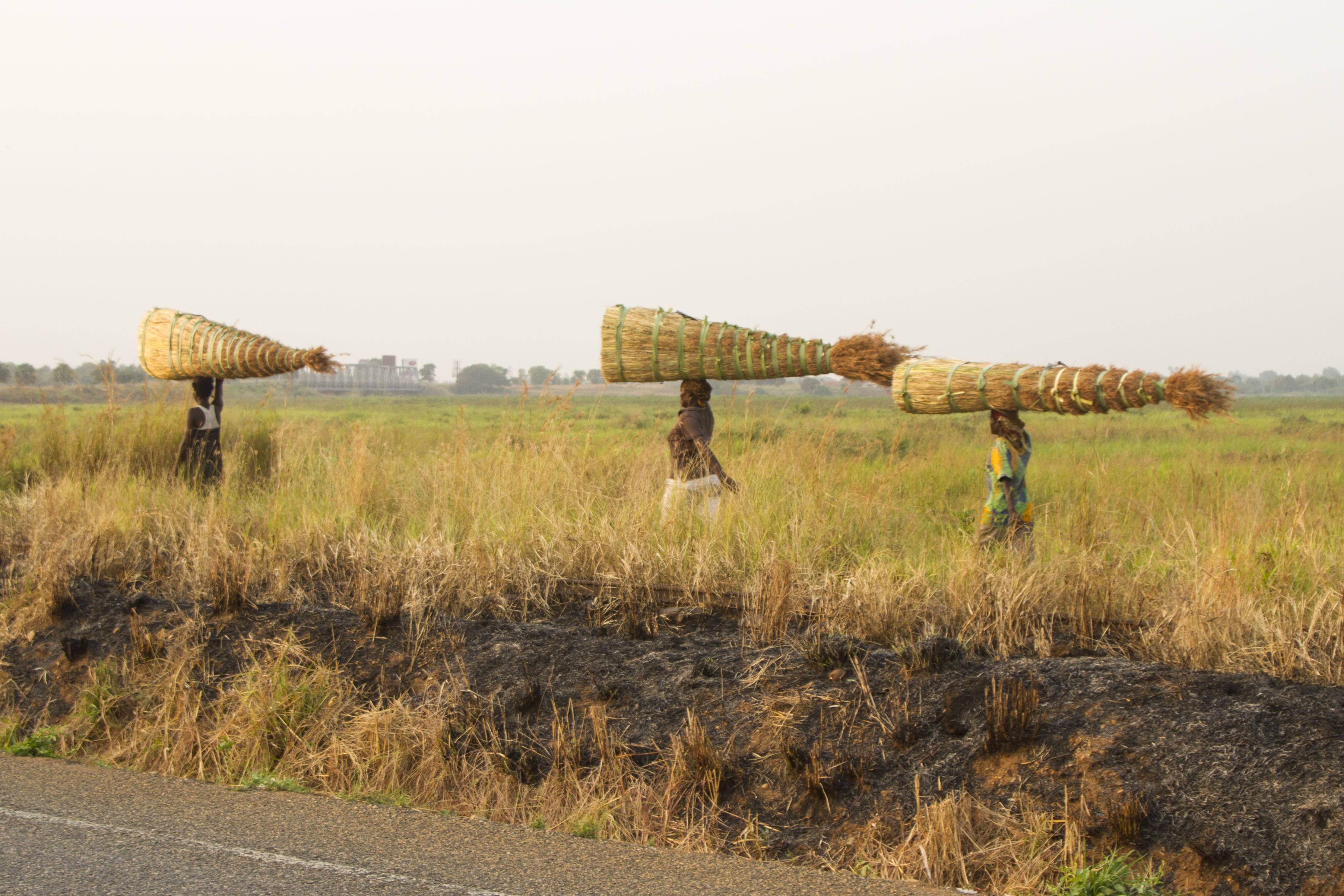
Femmes allant vendre de la paille au marché.

## Source
- (en) Cet article est partiellement ou en totalité issu de l’article de Wikipédia en anglais intitulé « Pakwach » (voir la liste des auteurs).